# Elnur Hüseynov
Elnur Hüseynov (Asgabate, 3 de março de 1987) é um cantor azeri, que juntamente com Samir Javadzadeh, foi o primeiro representante do Azerbaijão no Festival Eurovisão da Canção, na sua 53º edição.
Voltou a participar em 2015 cantando Hour Of The Wolf e acabou em 12° lugar.